# Ендрю Куомо
Ендрю Куомо (англ. Andrew Cuomo; нар. 6 грудня 1957, Квінз, Нью-Йорк) — 52-й губернатор штату Нью-Йорк (2011–2021). Обіймав посади міністра житлового будівництва й міського розвитку США (1997–2001), генерального прокурора штату Нью-Йорк (2007 —⁣ 2⁣010). Член Демократичної партії.

## Життєпис
Куомо народився в Квінзі, Нью-Йорк, у родині, що має італійське походження, і є старшим сином Маріо Куомо і Матильди Раффа, дочки Чарлі Раффи. Старший брат ведучого телекомпанії CNN Кріса Куомо.
Куомо закінчив Школу Святого Джерарда 1971 року й Середню школу архієпископа Моллоя 1975 року. 1979 року він отримав ступінь бакалавра мистецтв у Фордгемському університеті і доктора юриспруденції в Школі права Олбані 1982 року. Був керівником виборчої кампанії свого батька, коли 1982 року той балотувався на посаду губернатора Нью-Йорка. Після його перемоги приєднався до штату губернатора як один з головних радників його батька, заробляючи $1 на рік.
З 1984 до 1985 року Куомо був помічником Генерального прокурора Нью-Йорка. Працював у юридичній фірмі Блютріч, Фалькон & Міллер.
З 1990 до 1993 року, за каденції мера Нью-Йорка Девіда Дінкінса, Куомо був головою нью-йоркської Комісії з питань бездомних, якій доручили розробити політику щодо розв'язання проблеми безпритульних у місті та знайти варіанти розселення тих, хто не має житла.
У 1993—1997 був помічником міністра житлового будівництва й міського розвитку США, із 1997 до 2001 року очолював це міністерство.
Був генеральним прокурором штату Нью-Йорк (2007—2010), 2 листопада 2010 року виграв вибори губернатора штату Нью-Йорк.

## Рейтинги
Навесні 2020 року на тлі успішної кампанії з боротьби з коронавірусом рейтинг популярності Куомо сягав 70 %, що зробило його одним з найпопулярніших губернаторів штату Нью-Йорк за останні десятиліття. Утім, станом на березень 2021 року рейтинг впав майже удвічі, до 38 %, через звинувачення кількох жінок у сексуальних залицяннях та скандалу навколо маніпулювання статистичними даними. Через це 64 % виборців сказали соціологам, що губернатор не має бути переобраним, а 45 % — що він має терміново подати у відставку.

## Скандали

### Звинувачення у домаганнях
Наприкінці лютого 2021 року дві колишні помічниці Ендрю Куомо звинуватили його в сексуальних домаганнях. Колишня чиновниця Ліндсі Бойлен поскаржилася, що Куомо постійно робив неоднозначні коментарі, міг запропонувати зіграти в покер на роздягання, несподівано поцілувати її в губи або торкнутись нижньої частини її спини чи ніг. Друга колишня помічниця Куомо, 25-річна Шарлот Беннетт, розповіла, що губернатор демонстрував до неї неприхований сексуальний інтерес.
Речниця Білого дому Джен Псакі заявила, що «ці звинувачення вимагають незалежної перевірки». Куомо попросив призначити для розслідування незалежного експерта, але генеральний прокурор штату оголосила, що перевірку проводитиме її відомство.
На початку березня третя жінка, 33-річна Анна Рух, заявила, що губернатор домагався й до неї, намагався проти її волі цілувати та хапав руками за сідниці. Після цього лідери демократів у Конгресі штату закликали губернатора піти у відставку, а республіканці заявили про необхідність імпічменту.
Станом на середину березня американська преса вже мала свідчення близько десяти жінок, які звинувачували Куомо у домаганнях, зокрема і чинної підлеглої губернатора, Алісси Мак-Грет. Президент США Джо Байден, коментуючи розвиток скандалу навколо губернатора, заявив, що «до звинувачень треба поставитися серйозно» і що Куомо, можливо, «судитимуть, якщо все підтвердиться». Утім, за даними New York Post, Куомо повідомив своєму оточенню, що добровільно не подаватиме у відставку навіть попри всі ці обвинувачення.
3 серпня 2021 року прокуратура штату Нью-Йорк довела, що він сексуально домагався кількох жінок, зокрема співробітниць свого офісу. 4 серпня президент Джо Байден та низка інших демократів, серед яких спікерка Палати представників Ненсі Пелосі, закликали Куомо піти у відставку, а представники уряду Нью-Йорку перейшли до процедури його імпічменту.
10 серпня 2021 року Куомо оголосив, що піде у відставку через 14 днів, заявивши, що це найкраще, що він може зробити в ситуації, що склалася.

### Звинувачення у приховуванні кількості жертв COVID-19 у штаті
У середині лютого 2021 року ФБР та прокуратура Брукліну почали розслідування за фактом навмисного приховування чиновниками адміністрації губернатора Куомо кількості жертв, що загинули від COVID-19 у будинках для літніх людей штату Нью-Йорк. Улітку 2020 року апарат губернатора та він сам повідомляли про загибель 8,7 тис. людей у цих закладах, тоді як ця цифра насправді була вдвічі вищою. Приводом для початку розслідування стало зізнання найближчої помічниці Куомо Меліси Дероза, яка повідомила про свідоме заниження статистики під час приватної зустрічі із місцевими законодавцями. І пояснила, що високі показники смертності (якби чиновники повідомили правдиві цифри) могли би бути на руку тодішньому президенту США Дональду Трампу і підвищили його шанси на перемогу на виборах.

## Особисте життя
Куомо був одружений з Керрі Кеннеді, сьомою дитиною Роберта Кеннеді й Етель Кеннеді, протягом 13 років. Під час шлюбу у них народилися три дитини: Кера, Мікаеля і Мерая.